# Бешкино-2
Бешкино-2 (рос. Бешкино-2) — присілок в Гдовському районі Псковської області Російської Федерації.
Населення становить 12 осіб. Входить до складу муніципального утворення Юшкинська волость.

## Історія
Від 2005 року входить до складу муніципального утворення Юшкинська волость.

## Населення
| 2001 | 2002 | 2010 |
| ---- | ---- | ---- |
| 21   | ↘15  | ↘12  |